# Domantas Sabonis
Domantas Sabonis (ur. 3 maja 1996 w Portland) – litewski koszykarz, występujący na pozycjach silnego skrzydłowego oraz środkowego, obecnie zawodnik klubu Sacramento Kings. Jest synem Arvydasa Sabonisa, członka Koszykarskiej Galerii Sław im. Jamesa Naismitha oraz FIBA.
Jego matką jest Ingrida Mikelionytė, pierwsza Miss Litwy z 1988. Ma dwóch starszych braci, Žygisa (ur. 1991) i Tautvydasa (ur. 1992) oraz młodszą siostrę Aušrinė (ur. 1997).

## Kariera
W wieku 17 lat zadebiutował w pierwszej drużynie Unicaja Malaga, stając się najmłodszym graczem wszech czasów w mistrzostwach Hiszpanii. Z drużyną z Malagi zadebiutował w Eurolidze. W Stanach Zjednoczonych studiował w college'u Gonzaga, gdzie grał m.in. z Przemysławem Karnowskim.
Wybrany z 11. numerem w Drafcie NBA w 2016 przez Orlando Magic (wymieniony do Oklahoma City Thunder).
12 sierpnia 2016 podpisał debiutancką umowę z Oklahoma City Thunder.
6 lipca 2017 w wyniku wymiany za Paula George'a trafił do Indiany Pacers. 
8 lutego 2022 został wytransferowany do Sacramento Kings.

## Osiągnięcia
W sezonie 2018/2019 zajął drugie miejsce w głosowaniu na najlepszego „szóstego” zawodnika ligi NBA.
Stan na 29 maja 2024, na podstawie, o ile nie zaznaczono inaczej.

### NCAA
- Uczestnik rozgrywek:
  - Elite Eight turnieju NCAA (2015)
  - Sweet Sixteen turnieju NCAA (2015, 2016)
- Mistrz:
  - turnieju konferencji West Coast (WCC – 2015, 2016)
  - sezonu regularnego WCC (2015, 2016)
- Zaliczony do:
  - I składu:
    - WCC (2016)
    - turnieju:
      - WCC (2016)
      - NIT Season Tip-Off (2015)

    - pierwszoroczniaków WCC (2015)

  - II składu:
    - WCC (2015)
    - Academic All-American (2016)

  - składu Honorable Mention All-American (2016 przez AP)
- Lider WCC w[11]:
  - zbiórkach (2016 – 11,8)
  - skuteczności rzutów z gry (2016 – 61,1%)

### NBA
- Zaliczony do III składu NBA (2024)[12]
- Zwycięzca konkursu Skills Challenge (2021)[13]
- Uczestnik:
  - meczu gwiazd NBA (2020[14], 2021[a], 2023[16])
  - Rising Stars Challenge (2017, 2018)[17]
  - konkursu Skills Challenge (2020 – 2. miejsce, 2021)[13][18]
- Lider NBA w średniej zbiórek (2023 – 12,3)[19]

### Drużynowe
- Wicemistrz III ligi hiszpańskiej (LEB Plata – 2013)
- Uczestnik rozgrywek TOP 16 Euroligi (2014)

### Reprezentacja
- Wicemistrz:
  - Wicemistrz Europy (2015)
  - mistrzostw Europy U–20 (2016)
- Mistrz Olimpijskiego Festiwal Młodzieży Europy (2011)
- Uczestnik:
  - igrzysk olimpijskich (2016)
  - mistrzostw Europy:
    - U–16 (2012 – 11. miejsce)
    - U–18 (2013 – 5. miejsce, 2014 – 7. miejsce)
    - U–20 (2015 – 7. miejsce, 2016)
- Lider w zbiórkach Eurobasketu:
  - U-20 (2015)
  - U-18 (2013)
  - U-16 (2012)